# Bonfim (Roraima)
Bonfim é um município do estado brasileiro de Roraima, sendo o oitavo maior em população segundo a estimativa de 2017 do Instituto Brasileiro de Geografia e Estatística. A sede do município faz fronteira com a cidade de Lethem, capital da região 9 na Guiana.
A sede de Bonfim encontra-se ainda conurbada à cidade guianense de Lethem, constituindo uma aglomeração urbana transnacional. As duas manchas urbanas encontram-se separadas apenas pelo rio Tacutu, sobre o qual passa a ponte Brasil–Guiana, numa extensão da BR-401.

## História
O município nasceu de um sítio religioso estadunidense. É comum se ouvir um diálogo nos dois idiomas falados na fronteira, o português e inglês. Atualmente, metade da população da sede do município é guianense ou descendente.
O município foi criado pela Lei Federal N.º 7.009 de 1.º de julho de 1982, com terras desmembradas do município da capital do estado. Já foi governado por 8 prefeitos.

## Geografia e transporte
|  |

Está localizada na margem esquerda do rio Tacutu e na fronteira entre o Brasil e Guiana, sendo ligada a esse país pela Ponte sobre o Rio Tacutu. Estão localizados em Bonfim as ruínas do Forte São Joaquim. Liga-se à Boa Vista pela BR-401, a uma distância de 125 km.

### Bairros
A zona urbana de Bonfim possui seis bairros:
- Getúlio Vargas
- São Francisco
- Cidade Nova
- Primeiro de Julho
- 13 de Maio
- Centro

### Localidades principais
Segue uma relação de das principais localidades não indígenas do município e suas respectivas populações segundo o Censo de 2010.
- 3 711 habitantes - Bonfim (sede)
- 454 habitantes - Vila São Francisco

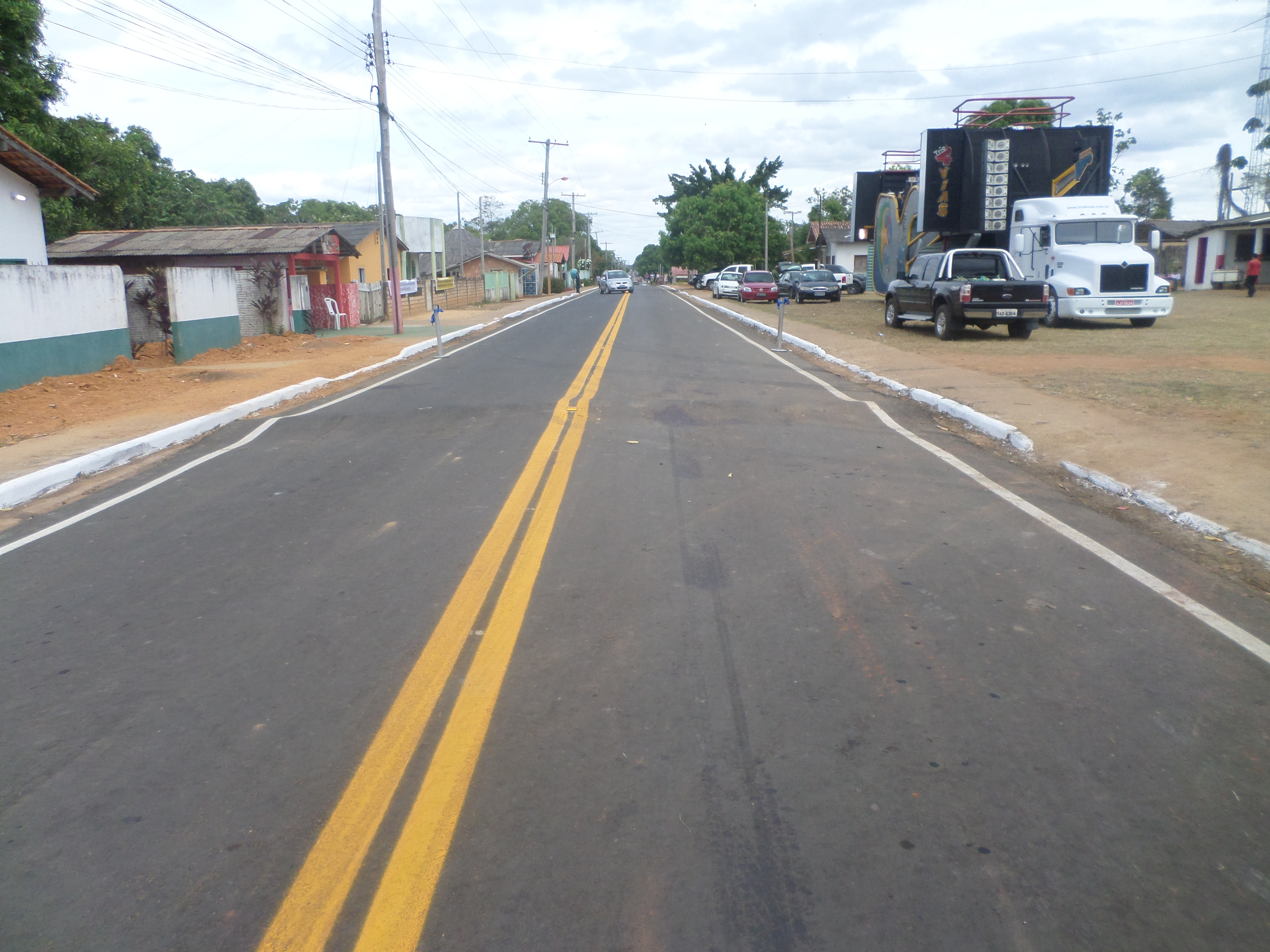
Vila São Francisco em Bonfim

- 251 habitantes - Vila Nova Esperança

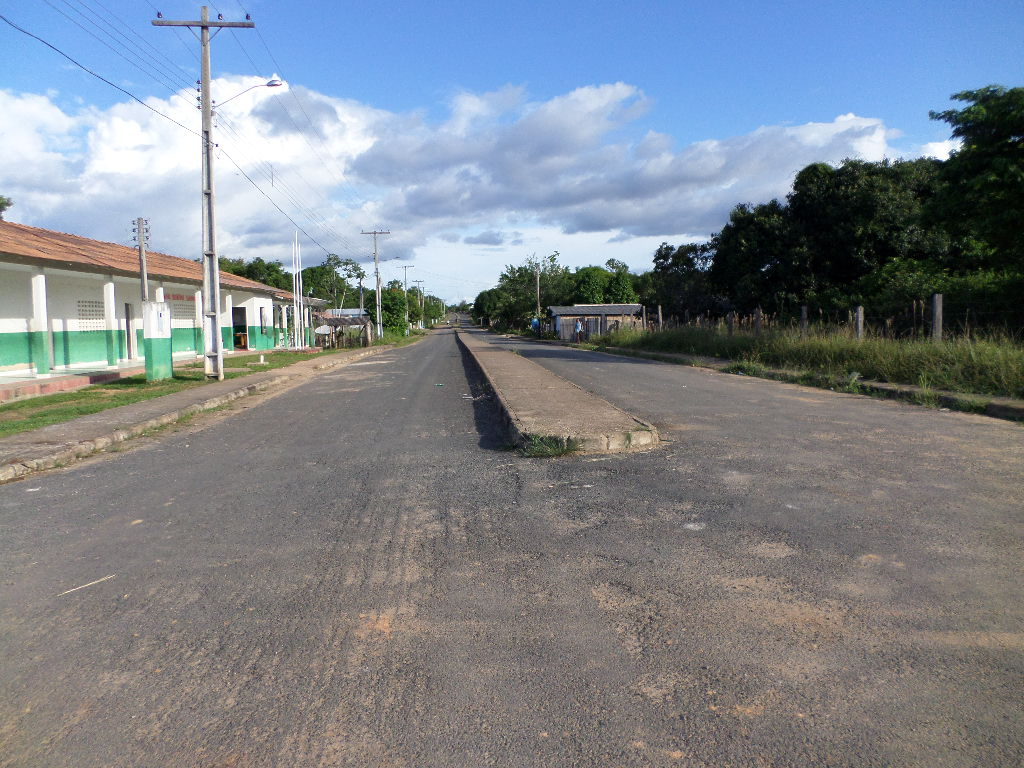
Vila Vilena em Bonfim

- 520 habitantes - Vila Vilena

### Localidades Indígenas
Na última Assembleia Regional dos Tuxauas (que em outros estados brasileiros também recebem os nomes de Morubixaba ou Cacique) realizada no dia 9 de dezembro de 2013, na comunidade indígena Jacamim no município de Bonfim, no estado de Roraima, foi solicitado o censo de cada localidade para atualizar o banco de dados da Coordenação de Lideranças Indígenas Regionais Serra da Lua.Estas são as comunidades indígenas do município de Bonfim. As etnias existentes são macuxi e wapixana. Além de suas línguas maternas, eles falam português e inglês.
- Água Boa (Comunidade indígena Wapixana, com uma população estimada em 89 pessoas, dividida em 13 famílias. O tuxaua da comunidade é o senhor Ernesto).

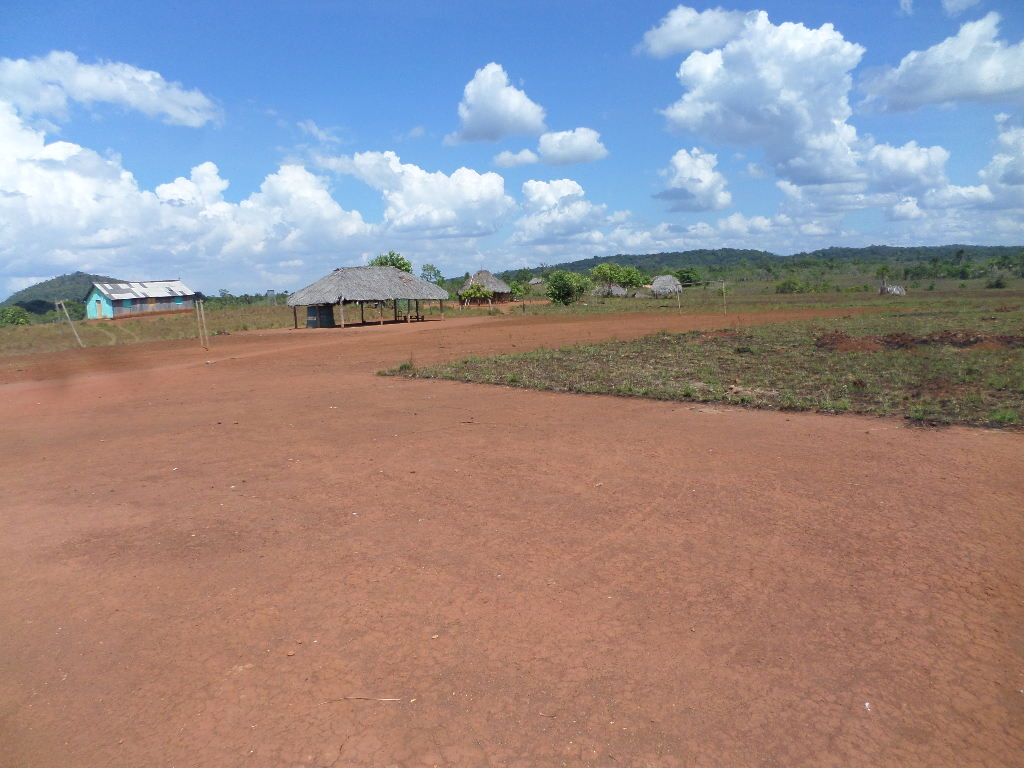
Comunidade Indígena Água Boa em Bonfim

- Alto Arraia. (Comunidade indígena Macuxi e Wapixana, com uma população estimada em 306 pessoas, dividida em 63 famílias. A tuxaua da comunidade é a senhora Corina da Silva Gomes).
- Bom Jesus. (Comunidade indígena Macuxi, com uma população estimada em 136 pessoas, dividida em 33 famílias. O tuxaua da comunidade é o senhor Rodolfo Richil).
- Cachoeira do Sapo. (Comunidade indígena Wapixana,  com uma população estimada em 68 pessoas, dividida em 17 famílias. O tuxaua da comunidade é o senhor Constatino).
- Cumaru. (Comunidade indígena Macuxi e Wapixana, com uma população estimada em 200 pessoas, dividida em 46 famílias. O tuxaua da comunidade é o senhor Nilton).
- Jabuti (Comunidade indígena _____________, com uma população estimada em 485 pessoas, dividida em 88 famílias. O tuxaua da comunidade é o senhor Andrade).
- Jacamim (Comunidade indígena Wapixana, com uma população estimada em 784 pessoas, dividida em 156 famílias. O tuxaua da comunidade é o senhor Geraldo Artênio).

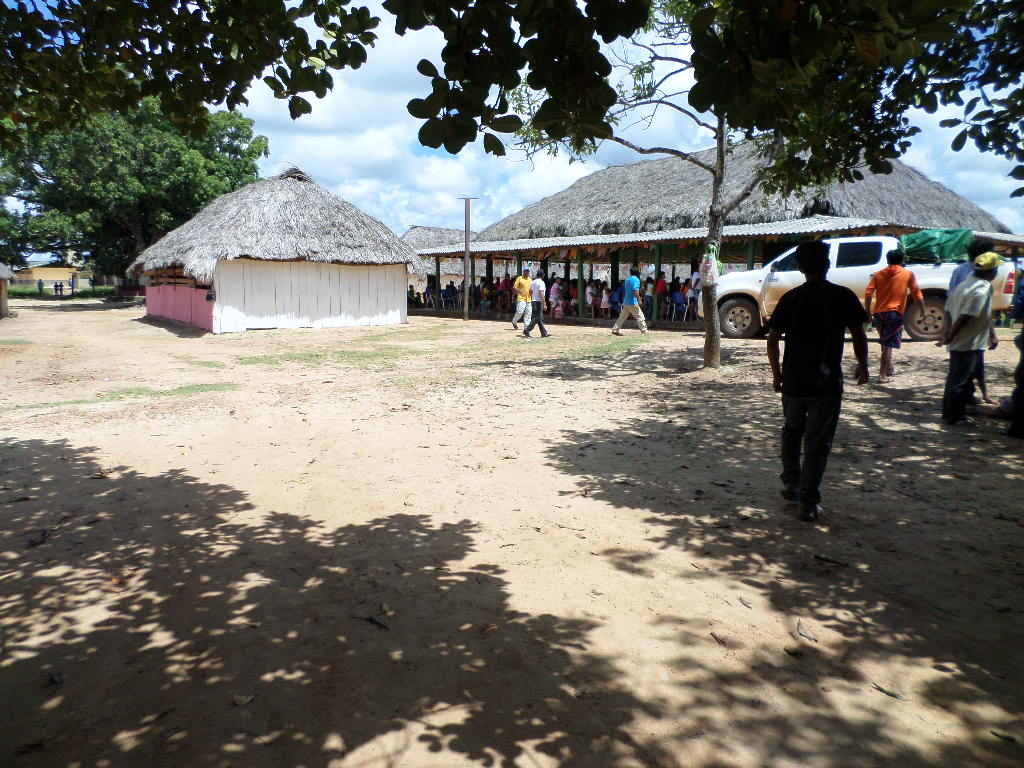
Comunidade Indígena Jacamim em Bonfim

- Manoá. (Comunidade indígena Macuxi, com uma população estimada em 1.096 pessoas, dividida em 192 famílias. A tuxaua da comunidade é a senhora Denilza da Silva Trindade).
- Marupá. (Comunidade indígena Wapixana, com uma população estimada em 390 pessoas, dividida em 62 famílias. A tuxaua da comunidade é a senhora Geraldina).

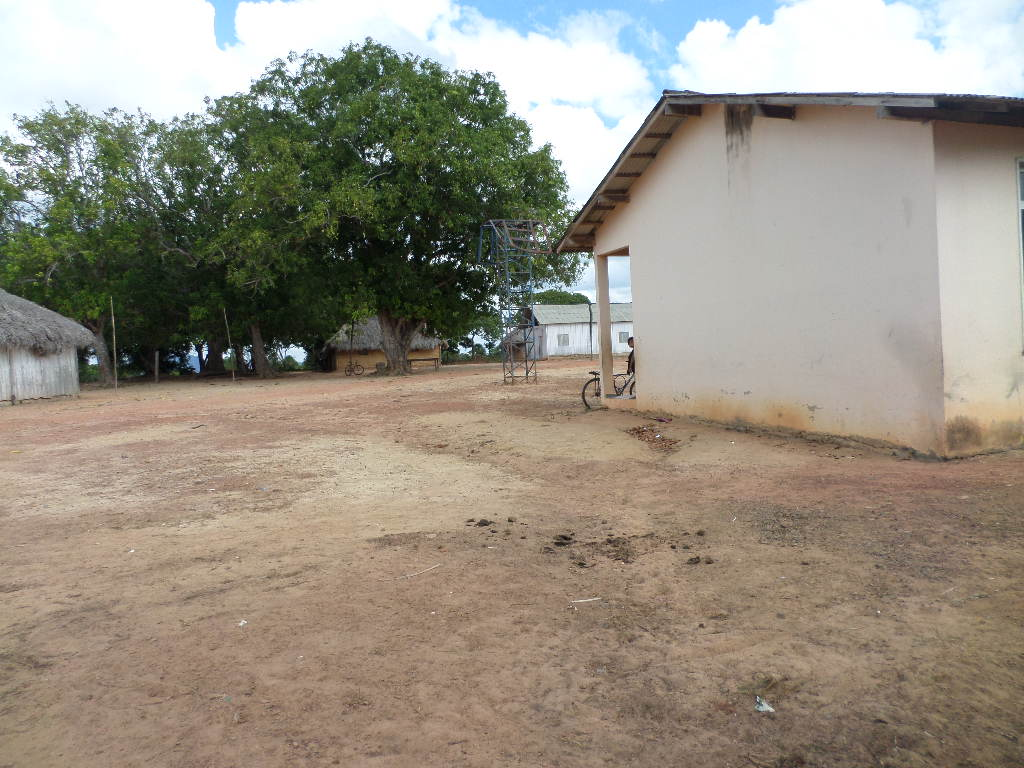
Comunidade Indígena Marupá em Bonfim

- Moscou. (Comunidade indígena _____________, com uma população estimada em 450 pessoas, dividida em 101 famílias. O tuxaua da comunidade é o senhor Roberto Augustinho).

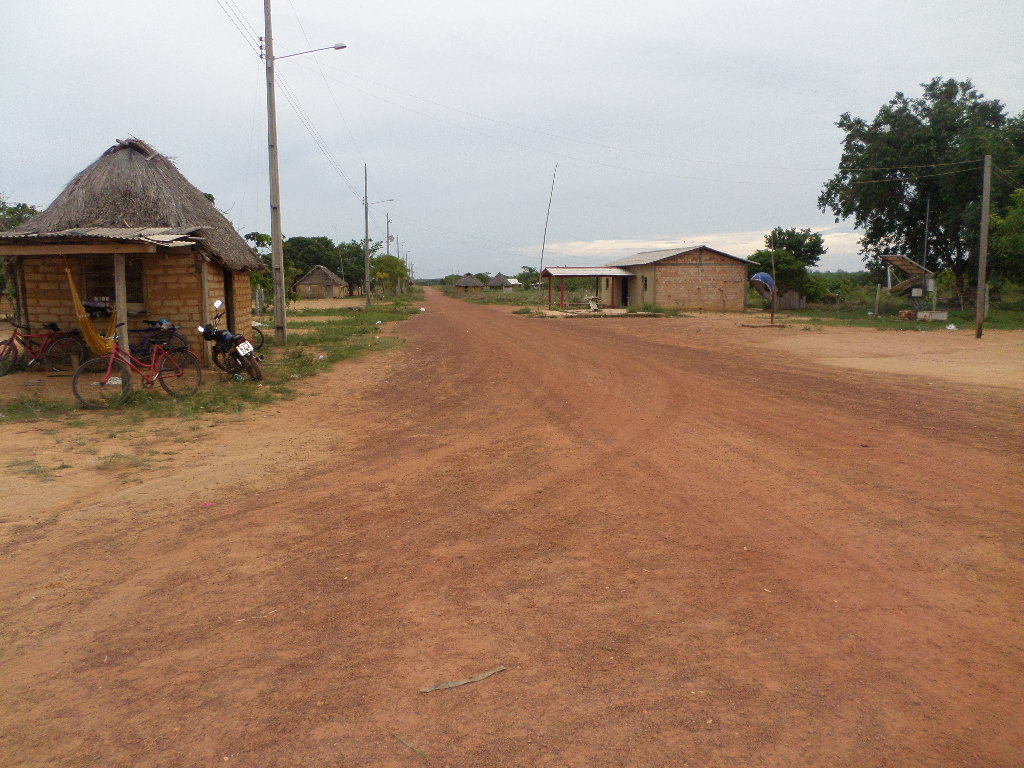
Comunidade Indígena Moscou em Bonfim

- Murirú (Comunidade indígena _____________, com uma população estimada em 136 pessoas, dividida em 33 famílias. O tuxaua da comunidade é o senhor Roberto Augustinho).

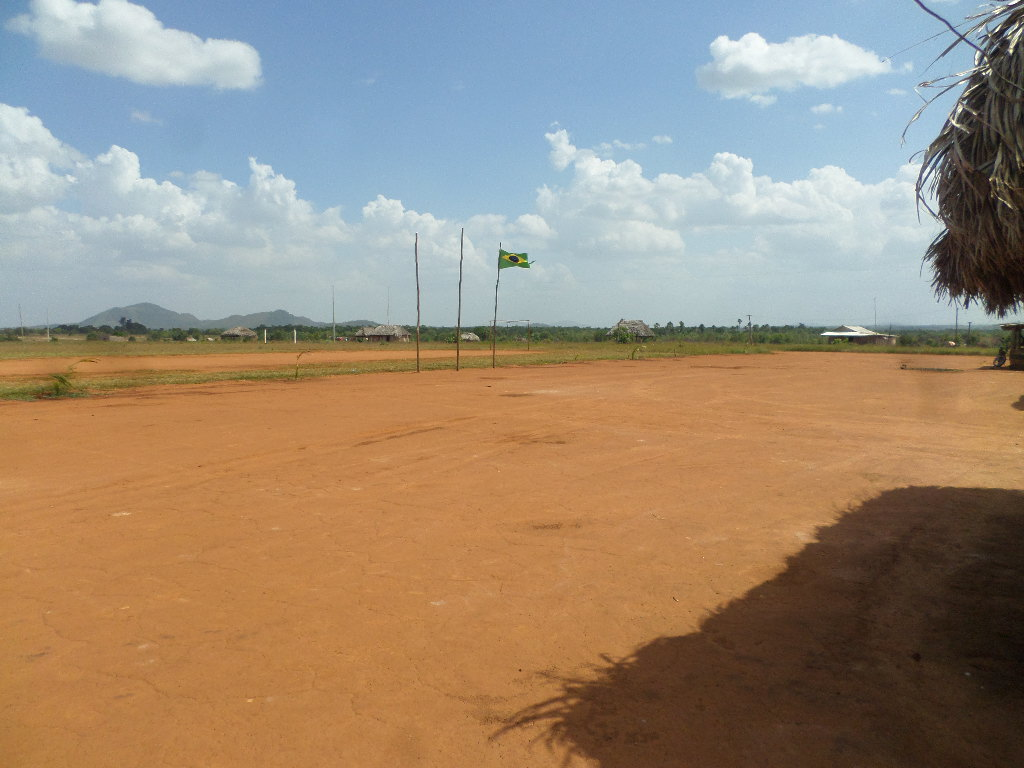
Comunidade Indígena Murirú em Bonfim

- Pium. (Comunidade indígena Macuxi, com uma população estimada em 579 pessoas, dividida em 139 famílias. O(a) tuxaua da comunidade é o(a) senhor(a) Jaci).
- São Domingos (Comunidade indígena Wapixana, com uma população estimada em 161 pessoas, dividida em 31 famílias. O tuxaua da comunidade é o senhor Ernesto

Gomes da Silva).

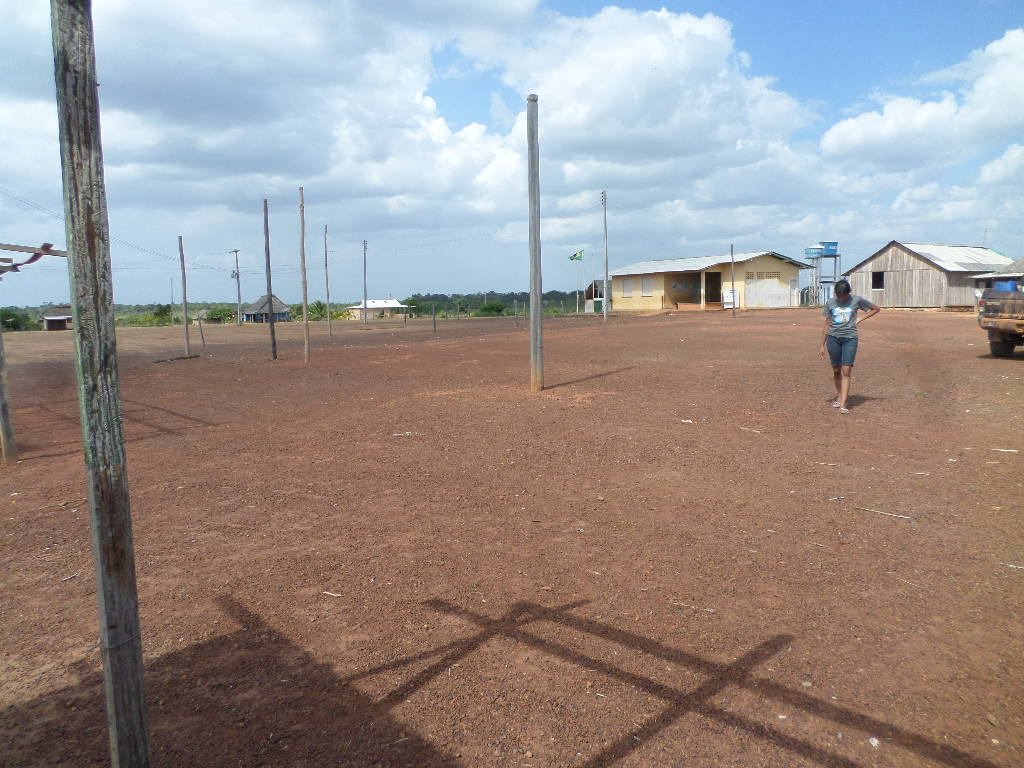
Comunidade Indígena São Domingos em Bonfim

- São João (Comunidade indígena Macuxi, com uma população estimada em 104 pessoas, dividida em 21 famílias. O tuxaua da comunidade é o senhor Aldenério M. Barbosa).
- Wapum (Comunidade indígena Wapixana, com uma população estimada em 185 pessoas, em 30 famílias).

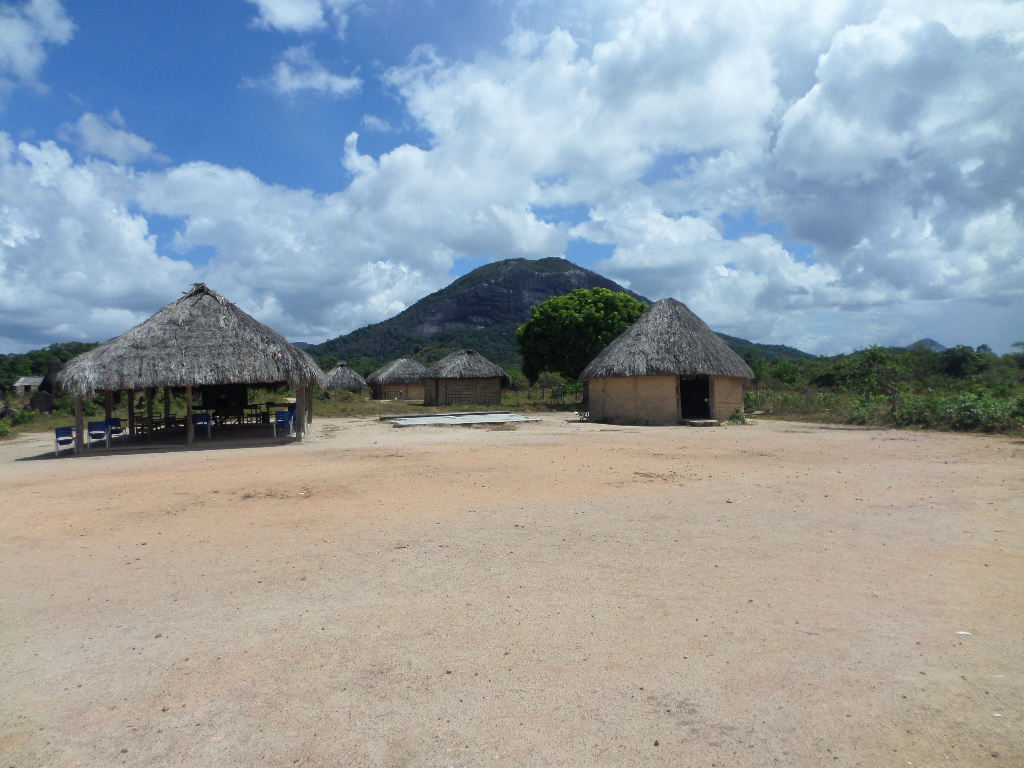
Comunidade Indígena Wapum em Bonfim

Além do censo populacional das terras indígenas Região Serra da Lua, a saúde, educação, transporte e comunicação também foram abordados como assuntos de interesse das comunidades. Entre as propostas apresentadas, duas se destacaram por terem votação unânime em suas aprovações. A primeira foi “O processo seletivo diferenciado para o município de Bonfim, para a contratação de professores e educadores para a educação de 1º ao 9º ano para atender todas as comunidades indígenas. E a segunda proposta foi a implantação do ensino fundamental de 6º ao 9º ano na Escola Indígena Santa Rita em Cumaru.

## Organização Político-Administrativa
O Município de Bonfim possui uma estrutura político-administrativa composta pelo Poder Executivo, chefiado por um Prefeito eleito por sufrágio universal, o qual é auxiliado diretamente por secretários municipais nomeados por ele, e pelo Poder Legislativo, institucionalizado pela Câmara Municipal de Bonfim, órgão colegiado de representação dos munícipes que é composto por 9 vereadores também eleitos por sufrágio universal.

### Atuais autoridades municipais de Bonfim
- Prefeito: Joner Chagas - REPU (2021/-)[7]
- Vice-prefeito: Mario Nicacio - REDE (2021/-)[7]
- Presidente da câmara: Domingos Costa - REPU (2021/-)[8]

## Economia
A agropecuária é a principal atividade econômica do município, destacando-se a produção de soja, mandioca, banana,caju, gado de corte, arroz irrigado e milho, manga e é um dos principais produtores de melancia do estado.

## Infraestrutura

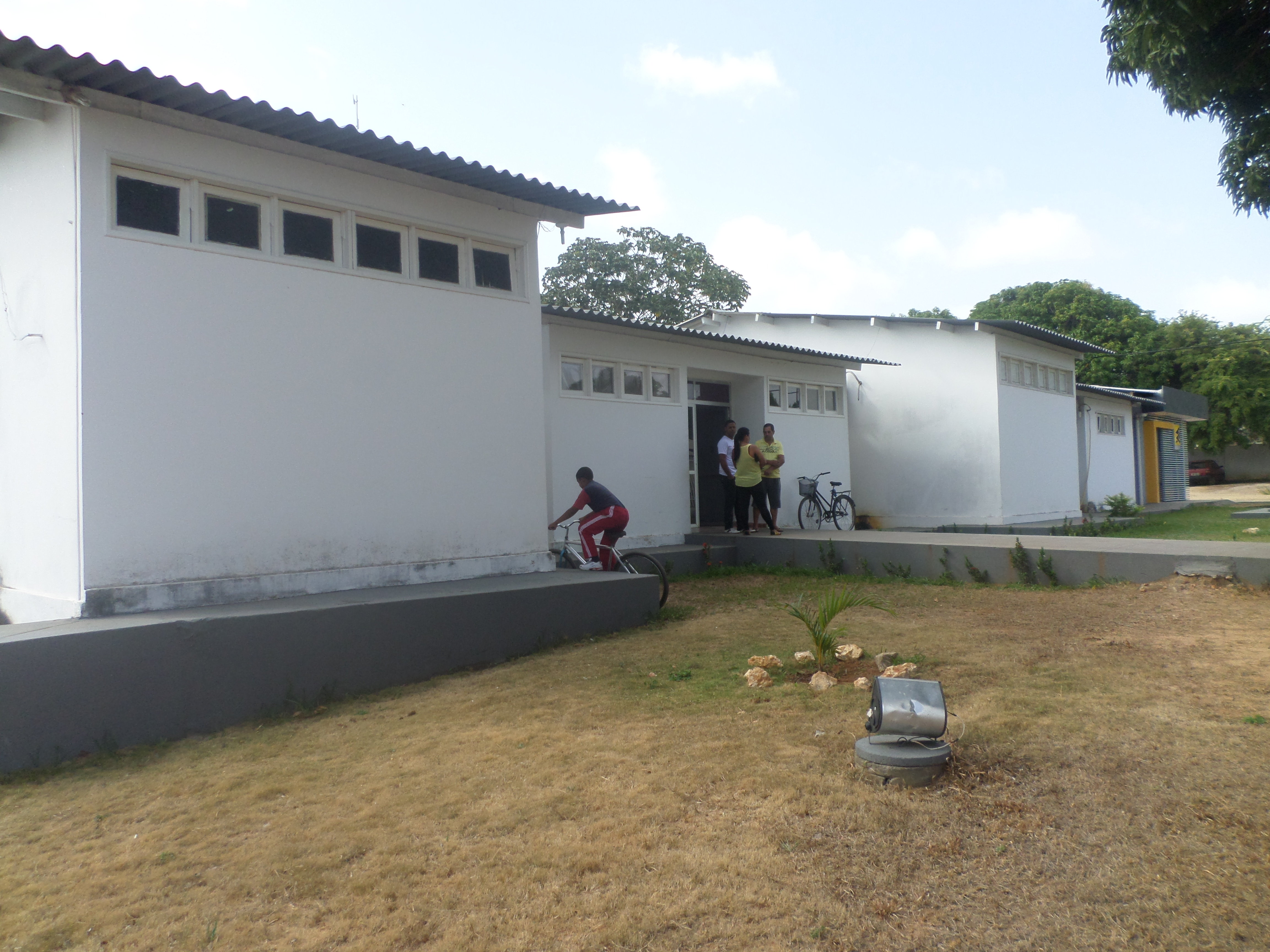
Prefeitura Municipal de Bonfim

Na saúde, existe um hospital público estadual com 25 leitos e vários postos de saúde no interior. Nas comunidades indígenas, a saúde é administrada pela SESAI (Secretaria Especial de Saúde Indígena).

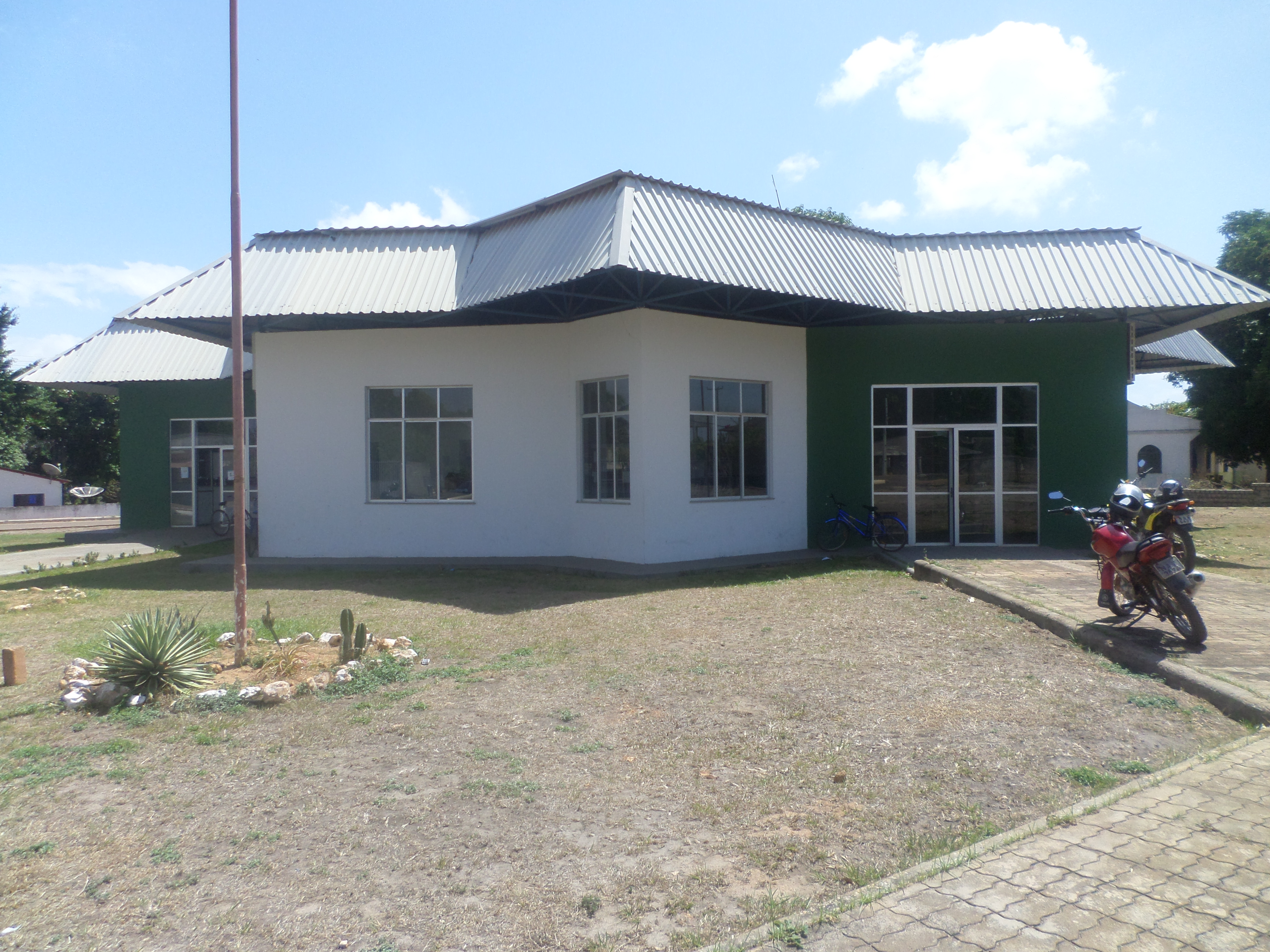

Há um pelotão especial de fronteiras subordinado à Brigada de Infantaria de Selva (situada em Boa Vista) que protege Bonfim.
Conta com um sistema de distribuição de água, energia elétrica (distribuída pela CERR), agência dos correios, agência do Banco Bradesco, agência do Banco do Brasil (ainda em implantação), casa Lotérica e rede telefônica.
Existem no município 19 escolas de ensino fundamental e 1 de ensino médio. Uma biblioteca municipal, 1 mercado público e um estádio de futebol.
O município possui um pequeno aeroporto, piçarrado, ainda não reconhecido pela Aeronáutica, e uma estação rodoviária.